# Roseville (Kalifornie)
Roseville je město v Kalifornii, v USA. Město se nachází na území dvou okresů, Sacramento County a Placer County. V roce 2020 zde žilo 147 773 obyvatel. V okrese Placer County jde o nejlidnatější město. Dále je Roseville 30. nejlidnatějším městem v Kalifornii a 163. nejlidnatějším městem v USA.

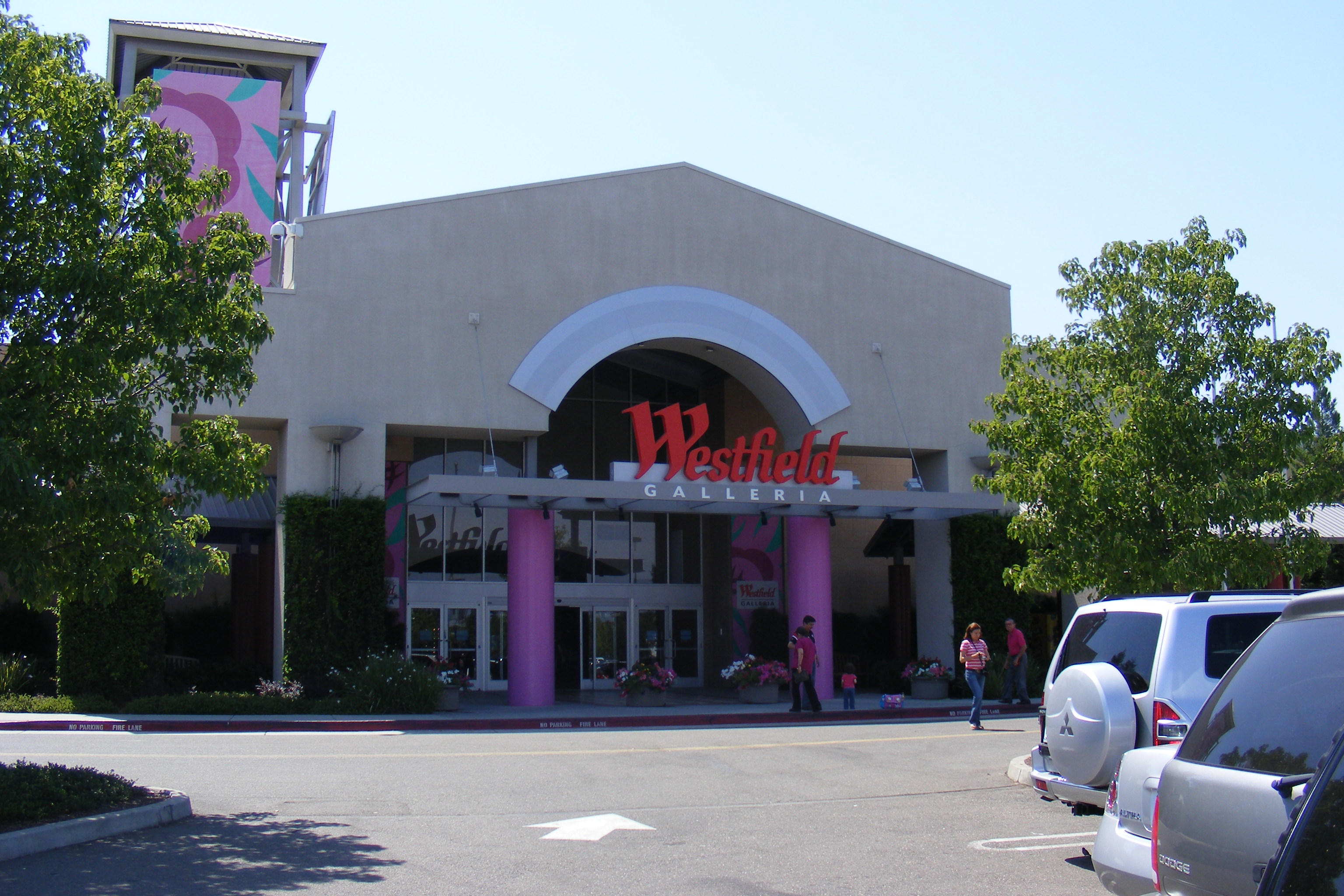
The Westfield Galleria mall